# Suchoi Su-18
Die Suchoi Su-18 (russisch Сухой Су-18) war ein Projekt für ein Mehrzweckkampfflugzeug auf Basis der Su-17. Technische Unzulänglichkeit, aber auch die politische und die negative wirtschaftliche Entwicklung der Sowjetunion, ließen das Projekt im Sande verlaufen.

## Geschichte
Um die Leistung des Jagdbombers Su-7B bei niedrigen Geschwindigkeiten und beim Starten / Landen zu verbessern, entwickelte das OKB Suchoi 1963 unter Mithilfe des ZAGI einen Demonstrator mit variabler Schwenkflügeltechnologie. Die Su-7IG (interne Bezeichnung S-22I, NATO-Bezeichnung „Fitter-B“), umgebaut aus einer Serien-Su-7BM, hatte feste Innenteile des Flügels mit beweglichen Außensegmenten, die auf 28°, 45° oder 62° geschwenkt werden konnten.
Das Serienflugzeug hieß Su-17 (Werksbezeichnung S-32, NATO-Bezeichnung „Fitter-C“). Abgesehen von dem neuen Flügel unterschied es sich von seinem Vorgänger Su-7 durch eine neue Cockpithaube und einen hinteren Rumpfrücken für zusätzlichen Treibstoff und Avionik. Die Su-17 flog erstmals am 1. Juli 1969.
Die Su-17 sah mehrere Entwicklungsschritte und endete mit der Su-17/22M3 und Su-17/22M4; letztere absolvierte 1980 ihren Erstflug und die letzten Varianten wurden bis 1990 produziert.
Die Su-22M4 wurde auch von den sowjetischen Seefliegerkräften (russisch Авиация военно-морского флота, Awiazija wojenno-morskowo flota, wörtlich „Luftfahrt der militärischen Seeflotte“) in Betrieb genommen. Von Anfang an war klar, dass der Typ keine ausreichende Fähigkeit für taktische Schläge hatte, insbesondere gegen Seeziele. Der taktische Bomber Su-24 war eine Option, aber er war komplex und teuer, so dass eine Modernisierung der Su-17 in Betracht gezogen wurde. Die Hauptanforderung waren leistungsfähigere Radare, die auf eine Marineumgebung zugeschnitten waren, und ein besseres / moderneres Triebwerk, insbesondere mit einer besseren Kraftstoffeffizienz.
Das OKB Suchoi übernahm die Aufgabe 1982. Das Konstruktionsteam versuchte effektiv, aus möglichst vielen bewährten Su-17/22-Elementen eine „Su-24-Light“ zu kreieren. Das Projekt erhielt die interne Bezeichnung S-54D. Die Missionsavionik sollte die „Kätzchen“-Anlage umfassen, ein abgespecktes „Puma“-Navigations- und Angriffssystem, das für die Marineumgebung optimiert wurde. Dieser Systemkomplex bestand aus zwei überlagerten Orion-A-Radarscannern für die Navigation/Angriff, einem dedizierten Geländefolgeradar für die automatische Steuerung von Flügen in niedrigen und extrem niedrigen Flughöhen sowie einem Bordcomputer Orbita-10-58.
Es stellte sich schnell heraus, dass die ursprüngliche Su-17/22-Flugzeugzelle mit Nasenlufteinlass und zentralem Schockkegel nicht genügend Platz für die Radarantennen bot. Das OKB Suchoi musste den gesamten Nasenbereich modifizieren, um ein größeres Radom zu montieren. Dieses radikal modifizierte Flugzeug erhielt die Bezeichnung T-54DM und wurde 1984 als Entwurf vorgestellt.
Um ausreichend Platz zu schaffen, wurden die kastenförmigen Lufteinlässe zu den Flanken und in die Flügelwurzeln verlagert, wodurch die ursprünglichen NR-30-Kanonen weggelassen werden mussten. Als positiver Nebeneffekt wurden die Höchstgeschwindigkeit in der Höhe und die Überschallleistung erhöht, da der feste Nasenkonus der Su-17M4 durch wirksame, einstellbare Verteilerplatten (ähnlich der Auslegung des Abfangjägers Su-15) in den neuen Lufteinlässen ersetzt wurde, was eine Höchstgeschwindigkeit des neuen Flugzeugs auf über 2000 km/h in der Höhe ermöglichte. Auf der anderen Seite könnte der Platz für den ursprünglichen Luftkanal um das Cockpit für Avionik und andere Missionsgeräte genutzt werden, darunter eine 30-mm-Kanone GSch-30-1 im unteren vorderen Rumpf mit einem 150-Schuss-Magazin gegen Boden- und Luftziele. Aufgrund des höheren Gewichts am Bug verfügte die Su-18 über ein Bugfahrwerk mit zwei Rädern und Schutzblech, um das Einsaugen von Fremdkörpern zu verhindern.
In Bezug auf das Triebwerk sollte das Ljulka-AL-21F-3-Nachbrennertriebwerk der Su-17 durch den neuen und vielversprechenden Turbofan Sojus R-79F-100 ersetzt werden, der trotz des verringerten Kraftstoffverbrauchs rund 15 % mehr Schub als das ursprüngliche AL-21F erbrachte, jedoch blieb die Zuverlässigkeit ein ernstes Problem.
Es blieb bei einem Projekt. Die bedingte Einsatzfähigkeit im Vergleich zur Su-24, die Abkehr der sowjetischen Militärluftfahrt von Strahlflugzeugen mit nur einem Triebwerk sowie die Entspannungspolitik zusammen mit der Finanzkrise und dem späteren Zusammenbruch der UdSSR ließen dieses Projekt sterben.
Die Entwicklung der Su-18 ist vergleichbar mit der in China getätigten Entwicklung der MiG-19 zur Nanchang Q-5 oder der JZ-8 („Finback-A“) zur J-8B („Finback-B“).

## Parameter
- Höchstgeschwindigkeit: 1400 km (755 kn) auf Meereshöhe, 1.860 km (1.005 kn, M 1,7) auf Höhe
- Reichweite: 1.150 km Kampfreichweite im Hi-Lo-Hi-Angriff mit 2.000 kg Kriegslast; Reichweite: 2.300 km (1.240 sm, 1.430 mi)
- Gipfelhöhe: 14.200 m
- Steiggeschwindigkeit: 230 m/s
- Flächenbelastung: 443 kg/m²
- Schub/Gewicht: 0,68
- maximale Belastung: 7g
- Lebensdauer der Flugzeugzelle: 2.000 Flugstunden, 20 Jahre

## Bewaffnung
- 1 × 30-mm-GSch-30-1-Kanone, 150 RPG im unteren vorderen Rumpf
- bis zu 4000 kg an zehn Punkten (drei unter dem festen Teil jedes Flügels, vier an den Rumpfseiten), einschließlich Lenkflugkörper Ch-23 (AS-7 „Kerry“), Ch-25 (AS-10 „Karen“), Ch-29 (AS-14 „Kedge“), Ch-31A und P (AS-17 „Krypton“) und Ch-58 (AS-11 „Kilter“) sowie elektrooptische und lasergelenkte Bomben, Fallbomben, Streubomben, Kanonenbehälter SPPU-22-01, ECM-Behälter, Napalmtanks und Atomwaffen